# Skyland Estates (Virginia)
Skyland Estates è un census-designated place (CDP) degli Stati Uniti d'America, situato nello stato della Virginia, nella contea di Warren. Secondo il censimento del 2020 gli abitanti di Skyland Estates ammontavano a 862.